# Jayan Duncan
Jayan Duncan (* 11. Dezember 1995 in Basseterre) ist ein Fußballspieler von St. Kitts und Nevis.

## Karriere

### Klub
Mindestens seit der Saison 2015/16 spielte er bei den Cayon Rockets, wo er mehrmals Meister wurde. In der Saison 2018/19 spielte er für den Newtown United FC. Er ist seit der Folgesaison wieder bei Cayon aktiv.

### Nationalmannschaft
Seinen bislang einzigen Einsatz für seine Nationalmannschaft erhielt er am 22. Februar 2016, bei einem 3:0-Freundschaftsspielsieg über die Bermuda, als er in der 77. Minute für Errol O’Loughlin eingewechselt wurde.